# ميخائيل جي. ثورن
ميخائيل جي. ثورن هو سياسي أمريكي، ولد في 25 سبتمبر 1940 في بيندلينتون في الولايات المتحدة. نشط حزبياً في الحزب الديمقراطي. وقد انتخب عضو مجلس ولاية أوريغون ‏.